# Бояровка (Оренбургская область)
Бояровка — село в Домбаровском районе Оренбургской области в составе Домбаровского сельсовета.

## География
Находится на расстоянии примерно 15 километров по прямой на запад от районного центра посёлка Домбаровский.

## Климат
Климат резко континентальный. Зима, как правило, малоснежная, суровая, холодная. Самый холодный месяц — январь. Средняя температура января −16,5…−17 °C. Осадки за холодный период года (с ноября по март) составляют около 100 мм. Снежный покров устанавливается в середине ноября и исчезает в конце апреля. Высота снежного покрова менее 30 см. Весна развёртывается интенсивно. Быстро нарастает температура и прогревается земля. Безморозный период в среднем составляет 120—135 дней. Лето жаркое, начало обычно засушливое. Средняя температура июля +21,8 °C. Максимальная температура может доходить до +42 °C. Осадки за тёплый период года (с апреля по октябрь) составляют около 100—250 мм. Осенью начинаются утренние заморозки. Понижение температур происходит неравномерно. В конце октября температура опускается ниже нуля.

## История
Село было основано как хутор у животноводческой фермы колхоза им. Халтурина (центр колхоза — село Архангельское), по всей видимости, в 1930-33 годах. Впоследствии село стало центром отделения № 2 совхоза «Камышаклинский».

## Население
Постоянное население составляло 174 человека в 2002 году (казахи 96 %), 124 человек в 2010 году.